# 圣马克勒布朗
圣马克勒布朗（法語：Saint-Marc-le-Blanc，法語發音：[sɛ̃ maʁ lə blɑ̃]）是法国伊勒-维莱讷省的一个市镇，属于富热尔-维特雷区。该市镇于2019年由原圣马克勒布朗与市镇巴耶合并而成。

## 地理
圣马克勒布朗（48°21'52"N, 1°24'34"W）面积22.76 平方千米，位于法国布列塔尼大區伊勒-维莱讷省，该省份为法国西北部沿海省份，位于布列塔尼半岛东部，北濒大西洋，西接阿摩尔滨海省和莫尔比昂省，南至大西洋卢瓦尔省，西南端接曼恩-卢瓦尔省，东临马耶讷省，东北与芒什省接壤。
与圣马克勒布朗接壤的市镇（或旧市镇、城区）包括：绍维涅、梅恩罗克、勒蒂耶尔桑、瓦勒库埃农、圣伊莱尔德朗德。
圣马克勒布朗的时区为UTC+01:00、UTC+02:00（夏令时）。

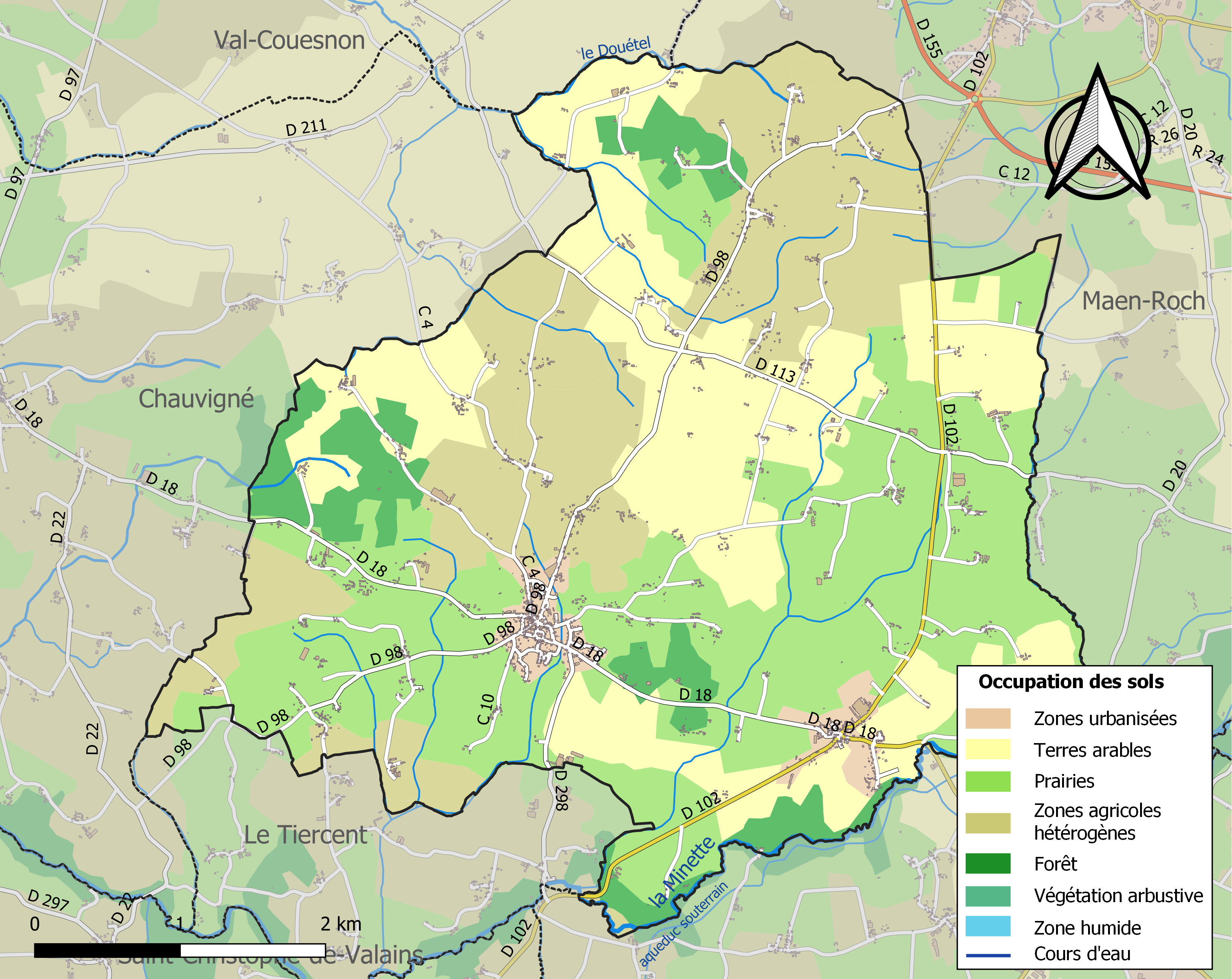
圣马克勒布朗的OSM定位图

## 行政
圣马克勒布朗的邮政编码为35460，INSEE市镇编码为35292。

## 政治
圣马克勒布朗所属的省级选区为瓦勒库埃农县。

## 人口

1962-2008年间圣马克勒布朗人口变化图示

圣马克勒布朗于2022年1月1日时的人口数量为1567人。